# Блумфилд, Морис
Морис Блумфилд (англ. Maurice Bloomfield, настоящее имя Мориц Блюменфельд, нем. Moritz Blumenfeld; 23 февраля 1855, г. Бельско Австрийская Силезия (ныне Бельско-Бяла Польша) — 12 июня 1928, Сан-Франциско, Калифорния, США) — американский лингвист, индолог, специалист санскрита, профессор, доктор права.

## Биография
Родился в еврейско-австрийской семье. Брат пианистки Фанни Блумфилд-Цейслер, дядя лингвиста Леонарда Блумфилда. Отец медика Артура Леонарда Блумфилда, дед музыкального критика Артура Джона Блумфилда.
В двенадцатилетнем возрасте вместе с семьёй эмигрировал в США. Семья Блюменфельдов обосновалась в Чикаго и вскоре американизировала свою фамилию. В 1877 окончил университет Фурман (англ. Furman University) в Гринвилле, штат Южная Каролина.
Затем изучал санскрит в Йельском университете под руководством Уильяма Дуайта Уитни, после чего продолжил учёбу в университете Джонса Хопкинса. После двухлетнего пребывания в Германии (Берлин и Лейпциг), вернулся в университет Хопкинса, где стал преподавать в качестве доцента. Вскоре стал профессором санскрита и сравнительной филологии. Вся последующая жизнь М. Блумфилда была связана с этим учебным заведением.
В 1896 году в Принстонском университете защитил докторскую диссертацию.

## Научная деятельность
Часть научных работ М. Блумфилда, посвящённая сравнительной лингвистике, была опубликована им в «American Journal of Philology», таких например, как ассимиляция и адаптация родственных классов слов. Наиболее известный и ценный вклад сделан учёным в области переводов и интерпретации текстов священных писаний индуизма на санскрите — Вед.
В 1897 году им осуществлён перевод священного текста Атхарва-веды, вошедшего в монументальную серию «Священные книги Востока» (Sacred Books of the East), издаваемой Максом Мюллером. Подготовил раздел «Атхарваведа и Гопатха-брахмана» для «Основ индоарийской филологии и археологии» (нем. Grundriss der indo-arischen Philologie und Altertumskunde) Бюлера и Кильхорна (1899), он первым издал текст «Каушика-сутры» (1890), a в 1905 году опубликовал исследование сравнительной мифологии «Цербер, пёс Аида» (англ. Cerberus, the Dog of Hades).
В 1907 r. вышел в свет наиболее крупный научный труд М. Блумфилда «Ведический конкорданс — алфавитный список слов и оборотов,
применяемых в священных книгах индуизма». Кроме того, он автор трудов:
- Религия Вед: древняя религия Индии (1908)
- Жизнь и история Джайна Спасителя Паршванатха и работы по «Риг-Веде» в 1916 году.

Кроме этого, остались также многочисленные статьи этого учёного по ведийской тематике.